# Liste des albums de Donjon
Pour un article plus général, voir Donjon (bande dessinée).
Cet article présente la liste des albums de la série de bande dessinée Donjon de Lewis Trondheim et Joann Sfar, publiés aux éditions Delcourt depuis 1998.
Donjon est organisé en multiples séries : Donjon Potron-Minet (abrégé ci-dessous DPM), Donjon Zénith (DZ), Donjon Crépuscule (DC), Donjon Parade (DP), Donjon Monsters (DM), Donjon Antipodes − (DA−), Donjon Antipodes + (DA+), ainsi que Donjon Bonus (DB). Les albums de Donjon peuvent être lus selon différents ordres de lecture : par niveau (c'est-à-dire par ordre chronologique de déroulement de l'histoire), par série, ou par ordre de parution.
Tous les albums sont écrits par Lewis Trondheim et Joann Sfar.
| Niveau    | Tome       | Titre                        | Dessin                         | Couleur                              | Parution                |
| --------- | ---------- | ---------------------------- | ------------------------------ | ------------------------------------ | ----------------------- |
| −99       | DPM −99    | La Chemise de la nuit        | Christophe Blain               | Walter                               | nov. 1999               |
| −98       | DPM −98    | Un justicier dans l'ennui    | Christophe Blain               | Walter                               | avr. 2001               |
| −97       | DPM −97    | Une jeunesse qui s'enfuit    | Christophe Blain               | Walter                               | mai 2003                |
| −84       | DPM −84    | Après la pluie               | Christophe Blain               | Walter                               | mai 2006                |
| −83       | DPM −83    | Sans un bruit                | Christophe Gaultier            | Walter                               | sept. 2008              |
| −82       | DPM −82    | Survivre aujourd'hui         | Stéphane Oiry                  | Walter                               | mars 2022               |
|           | DPM        | Le Monde que l'on construit  | Christophe Gaultier            | NC                                   | 2026 (à paraître)       |
| 1         | DZ 1       | Cœur de canard               | Lewis Trondheim                | Lewis Trondheim                      | mars 1998               |
| 2         | DZ 2       | Le Roi de la bagarre         | Lewis Trondheim                | Walter                               | oct. 1998               |
| 3         | DZ 3       | La Princesse des barbares    | Lewis Trondheim                | Walter                               | fév. 2000               |
| 4         | DZ 4       | Sortilège et Avatar          | Lewis Trondheim                | Brigitte Findakly et Lewis Trondheim | fév. 2002               |
| 5         | DZ 5       | Un mariage à part            | Boulet                         | Boulet et Lucie Albon                | juin 2006               |
| 6         | DZ 6       | Retour en fanfare            | Boulet                         | Boulet et Lucie Albon                | nov. 2007               |
| 7         | DZ 7       | Hors des remparts            | Boulet                         | Boulet                               | janv. 2020              |
| 8         | DZ 8       | En sa mémoire                | Boulet                         | Boulet                               | nov. 2020               |
| 9         | DZ 9       | Larmes et brouillard         | Boulet                         | Walter                               | nov. 2022               |
| 10        | DZ 10      | Formule incantatoire         | Boulet                         | Walter                               | avr. 2023               |
| 11        | DZ         | Les Méandres du pouvoir      | Boulet                         | Walter                               | janv. 2026 (à paraître) |
| 101       | DC 101     | Le Cimetière des dragons     | Joann Sfar                     | Walter                               | avr. 1999               |
| 102       | DC 102     | Le Volcan des Vaucanson      | Joann Sfar                     | Walter                               | mars 2001               |
| 103       | DC 103     | Armaggedon                   | Joann Sfar                     | Walter                               | août 2002               |
| 104       | DC 104     | Le Dojo du lagon             | Kerascoët                      | Walter                               | juin 2005               |
| 105       | DC 105     | Les Nouveaux Centurions      | Kerascoët                      | Walter                               | oct. 2006               |
| 106       | DC 106     | Révolutions                  | Obion                          | Walter                               | juin 2009               |
| 110 à 111 | DC 110     | Haut Septentrion             | Alfred                         | Walter                               | mars 2014               |
| 110 à 111 | DC 111     | La Fin du donjon             | Mazan                          | Walter                               | mars 2014               |
| 112       | DC 112     | Pourfendeurs de démons       | Obion                          | Walter                               | juin 2021               |
| 113       | DC 113     | Passation                    | Obion                          | Walter                               | sept. 2024              |
|           | DC         | Fin des négociations         | Obion                          | NC                                   | 2026 (à paraître)       |
| 1,5       | DP 1       | Un donjon de trop            | Manu Larcenet                  | Walter                               | sept. 2000              |
| 1,5       | DP 2       | Le Sage du ghetto            | Manu Larcenet                  | Walter                               | sept. 2001              |
| 1,5       | DP 3       | Le Jour des crapauds         | Manu Larcenet                  | Walter                               | avr. 2002               |
| 1,5       | DP 4       | Des fleurs et des marmots    | Manu Larcenet                  | Walter                               | nov. 2004               |
| 1,5       | DP 5       | Technique Grogro             | Manu Larcenet                  | Walter                               | juin 2007               |
| 1,5       | DP 6       | Garderie pour petiots        | Alexis Nesme                   | Alexis Nesme                         | janv. 2021              |
| 1,5       | DP 7       | Le Sirop des costauds        | Tébo                           | Tébo                                 | janv. 2025              |
| 1,5       | DP 8       | L'Hostellerie des impôts     | Erwann Surcouf                 | Erwann Surcouf                       | janv. 2025              |
| 1,5       | DP 9       | Nécromancien pour de faux    | Delaf                          | Walter                               | avr. 2025               |
| 1,5       | DP 10      | Micro-héros                  | Willy Ohm                      | Walter                               | avr. 2025               |
| 1,5       | DP 11      | Éternel repos                | Thibaut Soulcié                | Walter                               | juin 2025               |
| 1,5       | DP 12      | Chaos crescendo              | Mathieu Burniat                | Walter                               | juin 2025               |
| −4        | DM 1       | Jean-Jean la terreur         | Mazan                          | Walter                               | mai 2001                |
| 3,5       | DM 2       | Le Géant qui pleure          | Jean-Christophe Menu           | Walter                               | oct. 2001               |
| 103       | DM 3       | La Carte majeure             | Andreas                        | Walter                               | nov. 2002               |
| 103       | DM 4       | Le Noir Seigneur             | Blanquet                       | Blanquet                             | mai 2003                |
| −97       | DM 5       | La Nuit du tombeur           | Jean-Emmanuel Vermot-Desroches | Walter                               | fév. 2003               |
| 40        | DM 6       | Du ramdam chez les brasseurs | Yoann                          | Yoann                                | avr. 2003               |
| −90       | DM 7       | Mon fils le tueur            | Blutch                         | Walter                               | sept. 2003              |
| −85       | DM 8       | Crève-cœur                   | Carlos Nine                    | Carlos Nine                          | janv. 2004              |
| 75        | DM 9       | Les Profondeurs              | Patrice Killoffer              | Walter et Patrice Killoffer          | août 2004               |
| 95        | DM 10      | Des soldats d'honneur        | Bézian                         | Walter                               | janv. 2006              |
| −400      | DM 11      | Le Grand Animateur           | Stanislas                      | Dominique Thomas et Robin Doo        | sept. 2007              |
| 6         | DM 12      | Le Grimoire de l'inventeur   | Nicolas Keramidas              | Walter                               | janv. 2008              |
| 79        | DM 13      | Réveille-toi et meurs        | David B.                       | Walter                               | nov. 2020               |
| 7         | DM 14      | La Bière supérieure          | Bastien Quignon                | Bastien Quignon                      | oct. 2021               |
| −24       | DM 15      | Les Poupoutpapillonneurs     | Juanungo                       | Juanungo                             | mai 2022                |
| −79 à 9   | DM 16      | Quelque part ailleurs        | Guy Delisle                    | Walter                               | oct. 2022               |
| 114       | DM 17      | Un héritage trompeur         | Bertrand Gatignol              | Walter et Bertrand Gatignol          | avr. 2023               |
| 115       | DM 18      | Noces de fleurs              | Aude Picault                   | Walter                               | mars 2024               |
| −10 000   | DA −10 000 | L'Armée du crâne             | Grégory Panaccione             | Walter                               | janv. 2020              |
| −9 999    | DA −9 999  | L'Inquisiteur mégalomane     | Grégory Panaccione             | Walter                               | mars 2021               |
| 10 000    | DA +10 000 | Rubéus Khan                  | Vince                          | Walter                               | sept. 2020              |
| 10 001    | DA +10 001 | Le Coffre aux âmes           | Vince                          | Walter                               | janv. 2022              |
| 10 002    | DA +10 002 | Changement de programme      | Vince                          | Walter                               | oct. 2023               |
| 10 003    | DA +10 003 | Retour de flammes            | Vince                          | Walter                               | oct. 2024               |
|           | DA         | Un projet qui se trame       | Vince                          | NC                                   | 2026 (à paraître)       |

## Donjon Bonus
Donjon Bonus est une série complémentaire qui recueille des livres hors bande dessinée.
| Tome | Titre                  | Commentaire                                                                                          | Dessin                        | Parution  |
| ---- | ---------------------- | --- | ----------------------------- | --------- |
| DB 1 | Clefs en main          | Jeu de rôle, textes d’Arnaud Moragues                                                                | Joann Sfar et Lewis Trondheim | oct. 2001 |
| DB 2 | Création et parchemins | Coulisses de la création de Donjon pour les 25 ans de la série                                       | Joann Sfar et Lewis Trondheim | nov. 2023 |
| DB 3 | Dynastie et magiciens  | Jeu de rôle, textes d'Arnaud Moragues et Pierre Chabosy, couleurs d’Enki Dupaquier et Pierre Chabosy | Joann Sfar et Lewis Trondheim | juin 2024 |

## Éditions spéciales
Certains albums ont connu des rééditions spéciales.
| Tome                | Titre                          | Commentaire                                                     | Dessin            | Parution   |
| ------------------- | ------------------------------ | --------------------------------------------------------------- | ----------------- | ---------- |
| DM 7                | Mon fils le tueur              | Édition en noir et blanc                                        | Blutch            | juin 2003  |
| DM 10               | Des soldats d'honneur          | Édition en noir et blanc                                        | Bézian            | mai 2006   |
| DP 1 DP 2 DP 3 DP 4 | Fortissimo                     | Recueil petit format des 4 premiers Donjon Parade               | Manu Larcenet     | sept. 2006 |
| DPM −84             | Après la pluie                 | Édition en noir et blanc                                        | Christophe Blain  | déc. 2006  |
| DM 1                | Jean-Jean la terreur           | Édition en noir et blanc (aux éditions Snorgleux)               | Mazan             | déc. 2019  |
| DM 12               | Le Grimoire de l'inventeur     | Édition en noir et blanc (aux éditions Snorgleux)               | Nicolas Keramidas | sept. 2020 |
| DA 10 000 DA 10 001 | Rubéus Khan Le Coffre aux âmes | Recueil de luxe en noir et blanc (aux éditions Black and White) | Vince             | nov. 2022  |
| DZ 9                | Steppes et brouillard          | Édition en noir et blanc                                        | Boulet            | nov. 2022  |
| DZ 10               | Formule incantatoire           | Édition en noir et blanc                                        | Boulet            | avr. 2023  |
| DM 17               | Un héritage trompeur           | Édition en noir et blanc                                        | Bertrand Gatignol | avr. 2023  |
| DC 113              | Passation                      | Édition spéciale (aux éditions PULP'S BD)                       | Obion             | sept. 2024 |
| DP 10               | Micro-héros                    | Édition spéciale (aux éditions PULP'S BD)                       | Willy Ohm         | avr. 2025  |
| DP 12               | Chaos crescendo                | Édition spéciale (aux éditions PULP'S BD)                       | Mathieu Burniat   | juin 2025  |